# 松山刑務所大井造船作業場
松山刑務所大井造船作業場（まつやまけいむしょ おおいぞうせんさぎょうじょう）は、松山刑務所の開放的処遇施設である。

## 概要
日本に4箇所ある塀の無い刑務所の1つで、民間造船所である新来島どっく大西工場敷地内に存在する。
1961年（昭和36年）、松山刑務所長と当時の来島ドック社長（坪内寿夫）との話し合いにより同造船所内に作業場の設置が決定。造船所内に一般従業員と共に作業することを前提に同年9月19日に設置された。

## 受刑者の生活
大井造船作業場へ行くには審査に合格し、また体力作りのための訓練にも耐えなければならない。
受刑者は中にある「友愛寮」という寮で暮らす。1961年、来島船渠社長でシベリア抑留を経験した坪内寿夫が松山刑務所（愛媛県東温市。これ以降、本所と略す。）の構外泊まりこみ作業場として、大西工場敷地内に大井作業場を開設したのが始まりである。本所と違って寮の出入りは自由で、部屋にも鍵がなく、刑務所の作業員は大西工場で一般従業員とともに作業する。
受刑者の社会復帰促進を目的としており、ここで軍隊以上の規律正しい生活を送り、仕事は一般作業員と共同で行う。他にも資格を取る為の勉強をしたり、戒護者を付けず受刑者が「自治会」を作って、受刑者を管理する事で自立精神を育てたりもしていた。そのため炊事、洗濯も受刑者の手によって行われている。
号令や点呼で大声を出し、些細なミスでも厳しく指導を受ける生活で、睡眠時以外は常に緊張を強いられる厳しさゆえに、寮を出て「本所へ戻る」ことを希望する受刑者もいるほか、所内にて喫煙・飲酒などの規則違反を犯して本所に不良移送となる者もいる。
大井造船作業場を出所した受刑者の再犯率は、一般的な刑務所の43％と比べると、約10％と非常に少ないことが特記される。仮釈放が早くなるという利点があり、刑期が短くなるため、志願する受刑者が少なくない。
2011年には、人事院総裁賞職域部門を受賞している。

## 脱走事件
法務省の発表によると、開所以降2018年4月までに、下記の脱走事件を含め17件20人の逃走事案が発生している。
1994年の脱獄事件
1994年には当時29歳の受刑者が脱走。女子大学生を車で連れ去り重傷を負わせて逮捕監禁致傷容疑などで指名手配され、4カ月後に宮崎県で逮捕された。
2018年の脱獄事件
2018年4月8日には27歳の男性受刑者が脱走する事件が発生し、マスメディアに大きく取り上げられた。同受刑者は広島県尾道市の向島に潜伏したことが判明したため、3週間近くにわたって同島内で検問・捜索を行ったが確保できなかった。
4月30日に広島市南区のインターネットカフェ店員から通報を受け同区内で逮捕された。被告は脱走後、尾道市向島の別荘などに潜伏した後、泳いで本州側へ渡り上陸し、尾道市内の住宅に隠れて、その後に広島市に移動した。
この2018年の事件以降、自治会の消滅、監視カメラの設置、窓の全開不可能化・ガラスの割れ防止、など所内の仕組み、装置の変更が行われている（2022年4月9日TBS報道特集での放送）。なお、土日祝日・長期休暇（5月大型連休・お盆休み・年末年始ほか）など工場の非稼動日は前日の作業終了後直ちに本所に押送されることになった（2023年4月23日テレビ朝日スーパーJチャンネルでの放送）。

## 所在地
- 新来島どっく大西工場

愛媛県今治市大西町新町甲945番地